# Antoni Pérez i Simó
Antoni Pérez i Simó (Barcelona 1920 - 28 de gener de 2005) fou un músic català, compositor, director coral i pedagog especialitzat en l'ensenyament de música a invidents. Va dirigir l'Orfeó Gracienc durant 50 anys.
Antoni Pérez i Simó va néixer a Barcelona el 5 de desembre de 1920. Fill del també compositor i director coral Antoni Pérez Moya, va iniciar els seus estudis musicals amb el mestre Lluís Millet i Pagès a l'Escolania de la Mercè. Estudià piano amb Tomàs Buxó, orgue amb Joan Suñé i harmonia i composició amb Jaume Pahissa i Joaquim Zamacois a l'Escola Municipal de Música. El seu pare, Antoni Pérez i Moya, li ensenyà direcció de cor.
El 1940 fou nomenat sotsdirector de l'Orfeó de Sants, el 1941 el nomenaren organista de la basílica de la Mercè i, a la mort del seu pare el 1964, el substituí com a mestre de capella.
En reorganitzar-se l'Orfeó Gracienc, el 1945, en va ser nomenat director. El 6 de desembre va fer el seu primer assaig i el 26 octubre 1946 va dirigir el seu primer concert per inaugurar el local reconstruït. Al capdavant de l'Orfeó Gracienc va oferir nombroses audicions a Barcelona, entre elles les celebrades al Palau de la Música i el Gran Teatre del Liceu. També va dirigir diversos concerts a la resta de Catalunya, Andorra, Mallorca, Menorca, Madrid, Saragossa, València, Alacant, en diferents ciutats franceses, a Itàlia, Àustria, Ciutat del Vaticà, Holanda, Liechtenstein i Alemanya.
L'any 1949 fundà la Coral Faura, que dirigí fins a l'any 1980. També es dedicà a l'ensenyament musical per a cecs per mitjà del sistema Braille.
Com a compositor va escriure múltiples obres, principalment de música coral, harmonitzacions de cançons populars, obres religioses i sardanes. Entre elles destaquen 'Cantata Catalana', 'La Muntanya', o 'Cantata Nadalenca', estrenada el 3 de desembre de 2004 a l'església barcelonina de la Bonanova. Va posar música a obres d'autors literaris com Manel Bertran i Oriola, Miquel Saperas i Jacint Verdaguer.
En deixar la direcció de l'Orfeó Gracienc, va fundar el cor d'Antics Cantaires d'aquesta entitat, la batuta del qual va assumir. En el càrrec de director de l'Orfeó Gracienc el va succeir Poire Vallvé.
El 2001 rebé la Creu de Sant Jordi. Va morir el 28 de desembre de 2005 a causa d'un càncer.